# 풀고사리
풀고사리(Piploterygium glaucum)는 풀고사리과에 속하며 한국·중국·일본 등지에 널리 분포하는 상록성 여러해살이풀이다. 뿌리줄기는 땅위를 기며, 흑갈색의 비늘조각으로 덮여 있고 군데군데에서 잎이 나온다. 잎자루는 길이 1m 정도이며 끝에 2개의 깃조각이 달린다. 깃조각은 길이 50-100cm, 나비 20-30cm로 깃모양으로 2회 갈라진다. 표면은 광택이 있는 녹색이고 뒷면은 분백색이다. 포자낭군은 잎 뒷면의 주맥과 가장자리의 중간에 달리고 포막이 없다. 유사종으로 비늘조각의 가장자리가 밋밋하고 뒷면에 선모가 있는 것을 암풀고사리라고 한다. 주로 햇볕이 잘 드는 산지의 건조한 사면에 자란다 민간에게서는 복막염·부종 등의 약제로 쓴다.
1. ↑  국립생물자원관. “풀고사리”. 《한반도의 생물다양성》. 대한민국 환경부.